# Ізабела Томіца
Ізабела Томіца (рум. Izabela Tomița; нар. 2 жовтня 1986, Крайова, Румунія) — популярна румунська музична виконавиця з регіону Олтенія, що переважно представляє південь округу Долж.

## Коротка історія
Ізабела Томіца походить із родини, яка любить фольклор, де шанують музику та взагалі мистецтво. Любов до фольклору Ізабелла успадкувала від батьків. Її сестра Андрея захоплюється сучасним танцем і хоче стати хореографом. Ізабела Томіца почала співати в 11 років, коли випадково познайомилася з Нікуліною Стойкан, відомою солісткою народної музики з Мехединців. Слухаючи її, Ізабелла хотіла співати, як і вона, на сцені, у супроводі оркестру і під очима всього світу. Чотири роки Ізабела вивчала класичний спів у Народній школі мистецтв, але любов до популярної музики супроводжувала її весь час, тому в цей період вона співпрацювала з аматорським ансамблем DOR CĂLĂTOR з Крайови, з яким брала участь у 2003 на фестивалі Obiceiuri uitate з Мамаї. Це дозволило Ізабелі зрозуміти, що народна музика ближча для її душі і через народну пісню та вірші їй набагато легше знайти себе.
У квітні 2004 року Ізабелла почала співпрацювати з дитячим ансамблем Simnic, з яким дала кілька концертів у країні та за кордоном. У жовтні 2004 року Ізабела Томіца брала участь у першому фольклорному фестивалі у Клуж-Напоці. У березні 2005 року після конкурсу, організованого Радіо Олтенія Крайова, її помітила та оцінила Камелія Рабовяну, солістка популярної музики та член журі. Цей конкурс приносить Ізабелі тривалу співпрацю для кількох шоу в Болгарії. У цей період Ізабела Томіца також зробила свої перші записи разом з оркестром Марії Тенасе, друковані твори були взяті з репертуару Марії Летерецу та Марії Тенасе.
Через рік після перших записів Ізабела Томіца знову увійшла до студії з новими творами, деякі зібраними, іншими створеними, іншими перейнятими, разом з оркестром румунського ансамблю Rapsodia під керівництвом диригента Марчела Гояни. Цей матеріал містить твори, взяті з репертуару покійного Валентина Блеоанка Пленіца, батька колишнього ансамблю «Mugurelul», нинішнього ансамблю «Maria Tănase» з Крайови. Цей відомий соліст подарував Ізабелі свої твори з бажанням передати те, що він зібрав за все життя.

## Професійна підготовка
- 2008 - 2011 - Університет Спіру Харет, Факультет музики, Бухарест, спеціальність «Музична педагогіка».
- 2008 - 2010 - Університет Крайови, хімічний факультет, магістр «Прикладна хімія».
- 2005 - 2008 - Університет Крайови, хімічний факультет, спеціалізація хімія навколишнього середовища.
- 2001 - 2005 - Національний економічний коледж імені Г. Кіцу, Крайова, відділ класичного співу.
- 1993 - 2001 - Загальна школа ім. О. Македонського, Крайова.

## Художній досвід
- 2007 - 2009 - координатор вокальної групи ансамблю Йона Шербана, Ішальниця, Долж
- 2006 - 2009 - Соліст-співробітник Ансамблю Йона Шербана, Ішальніця, Долж
- 2005 - 2006 - Соліст-співробітник ансамблю "Mugurașul", Шимнікул-де-Сус, Долж
- 2006 - теперішній час - соліст-співробітник ансамблю "Марія Тенасе", Крайова
- 2004 - Соліст-співробітник Ансамблю "Мандрівна Туга", Крайова

## Фотогалерея

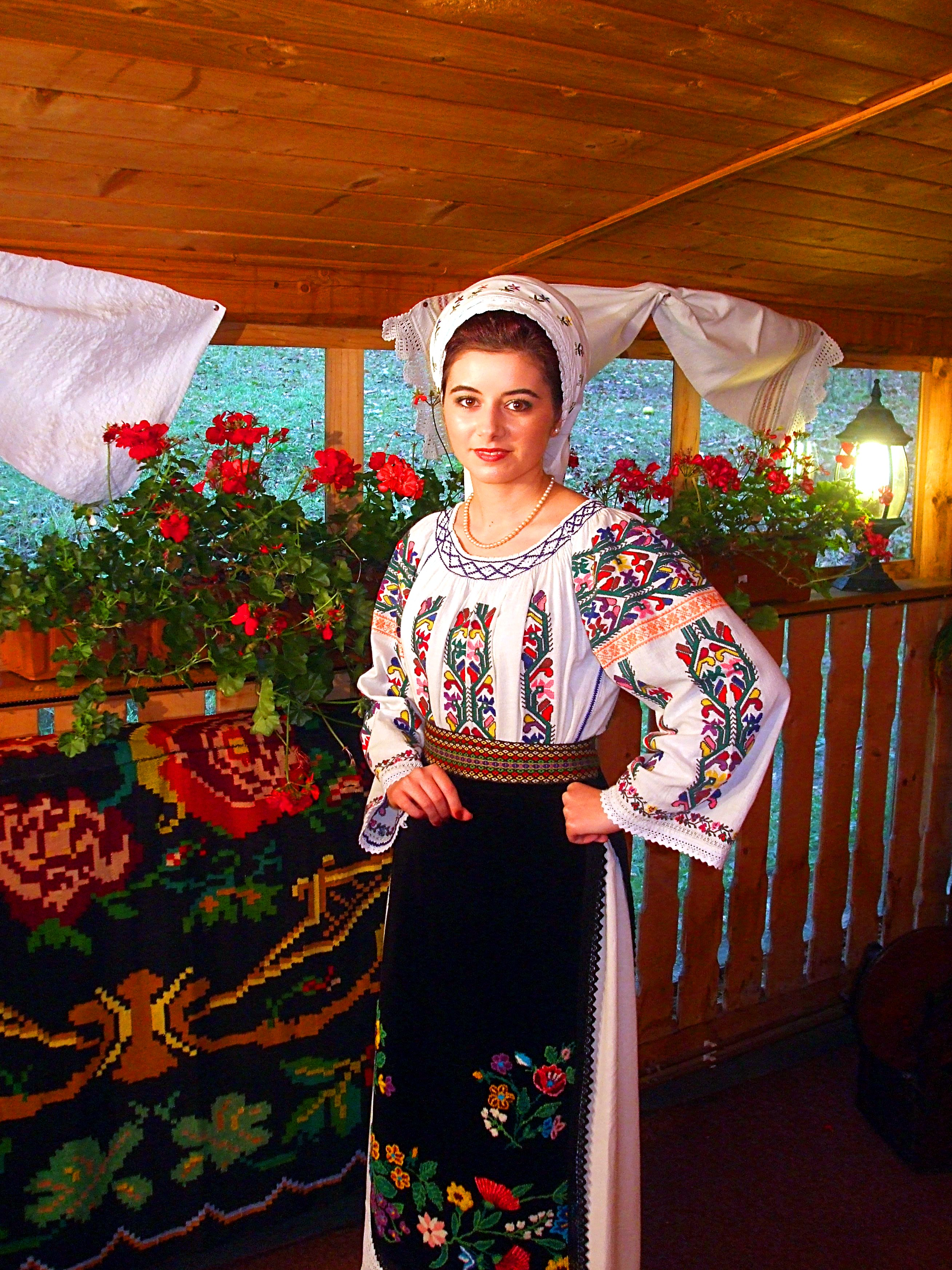
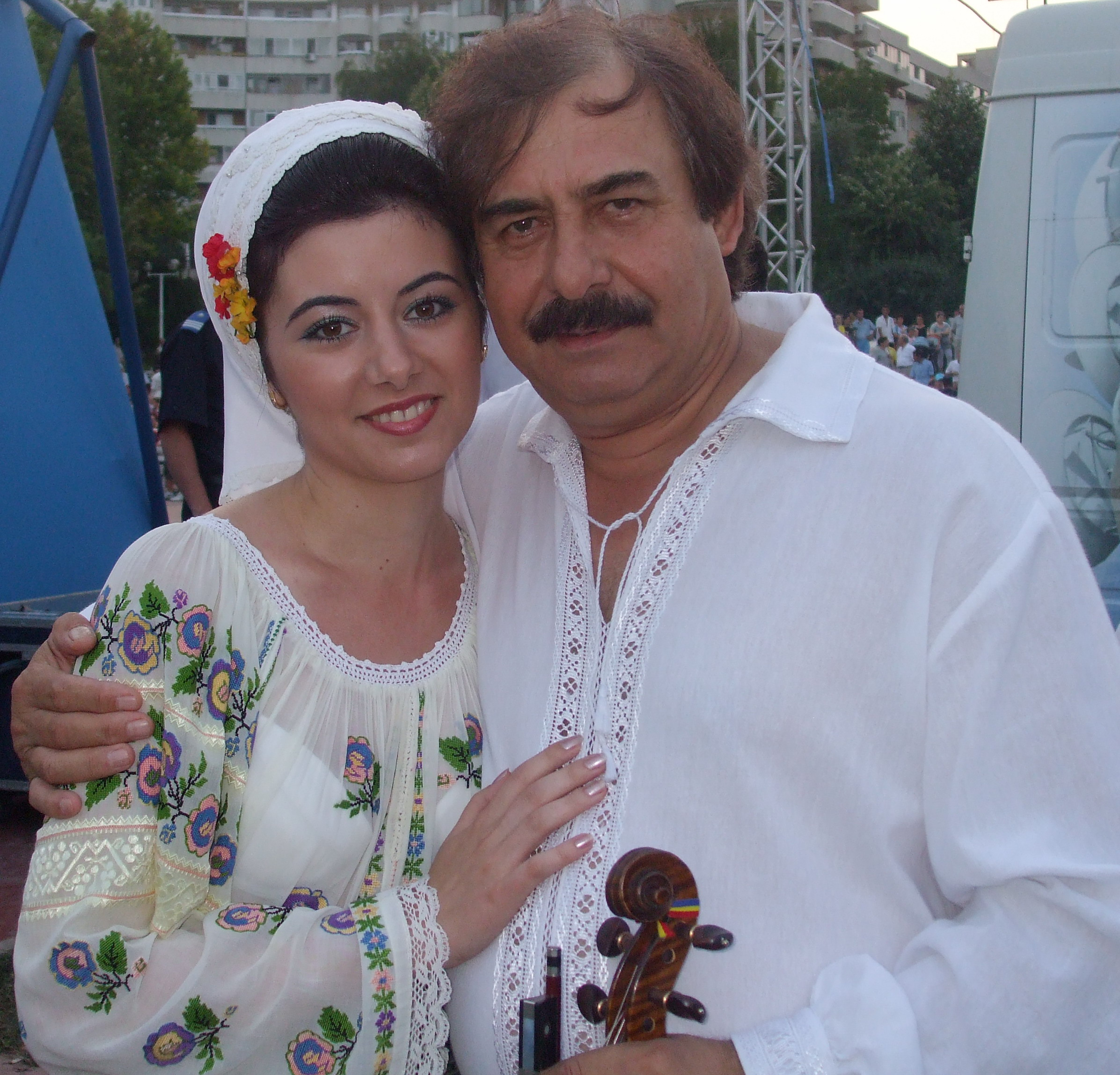
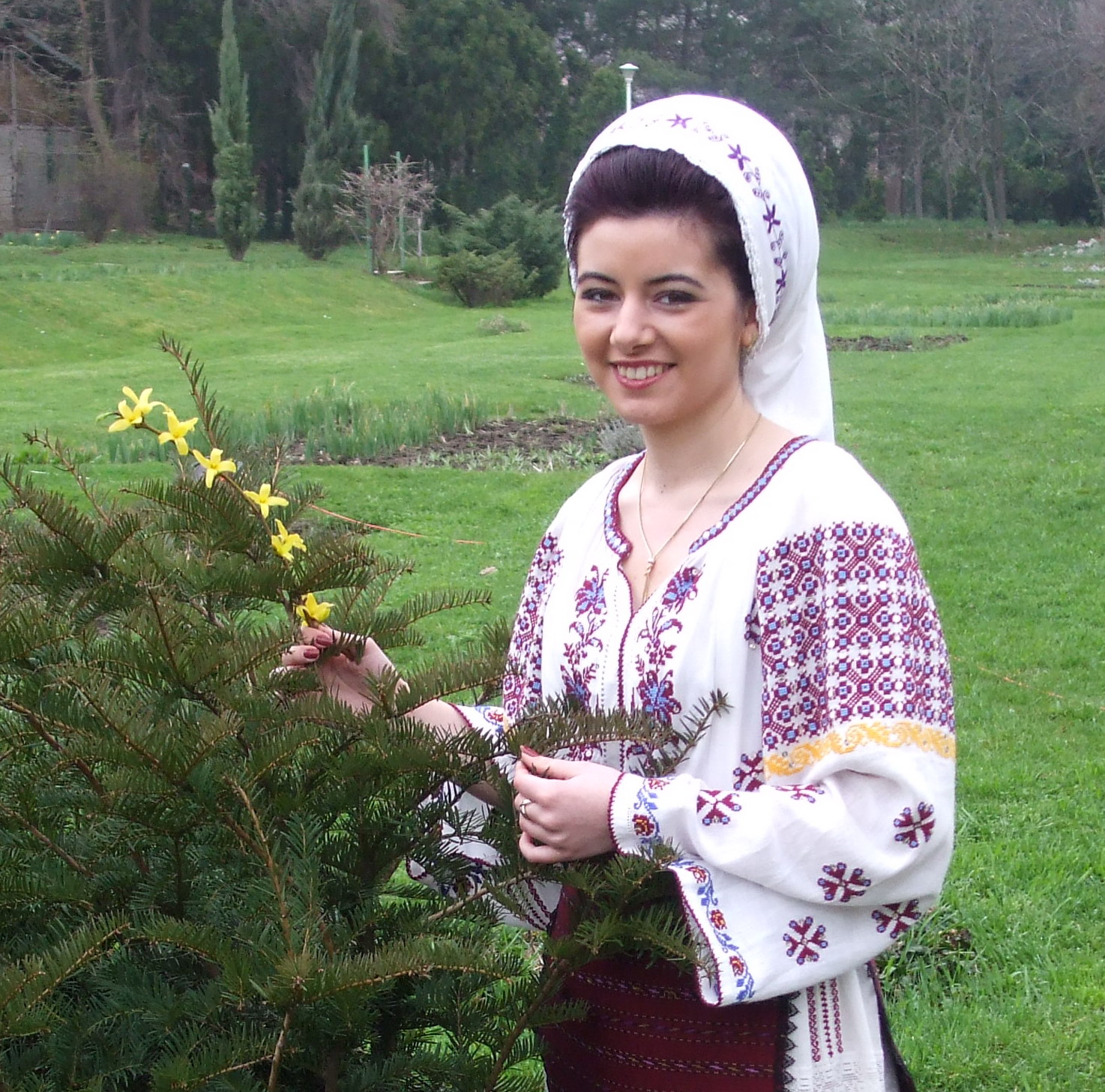
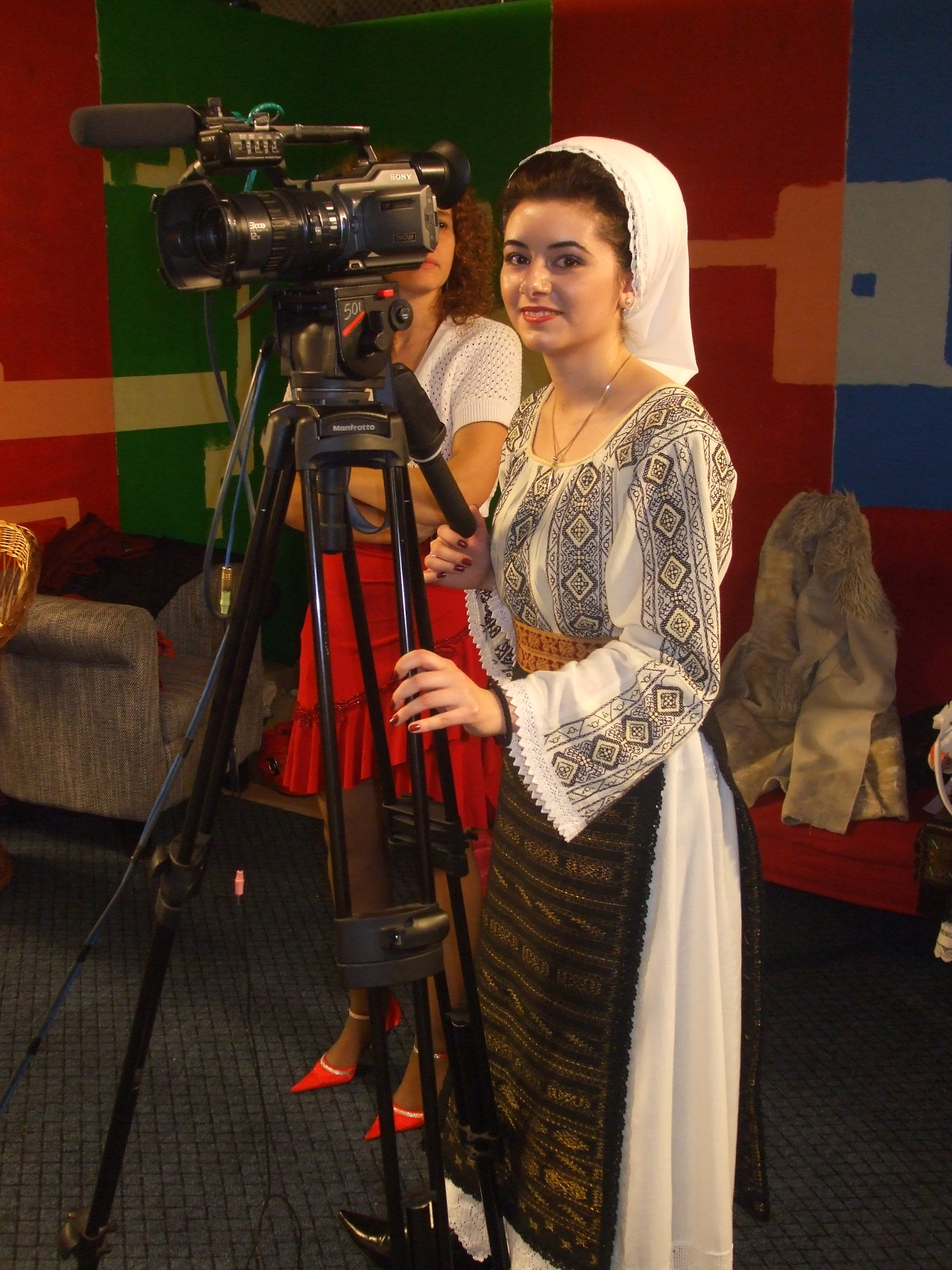
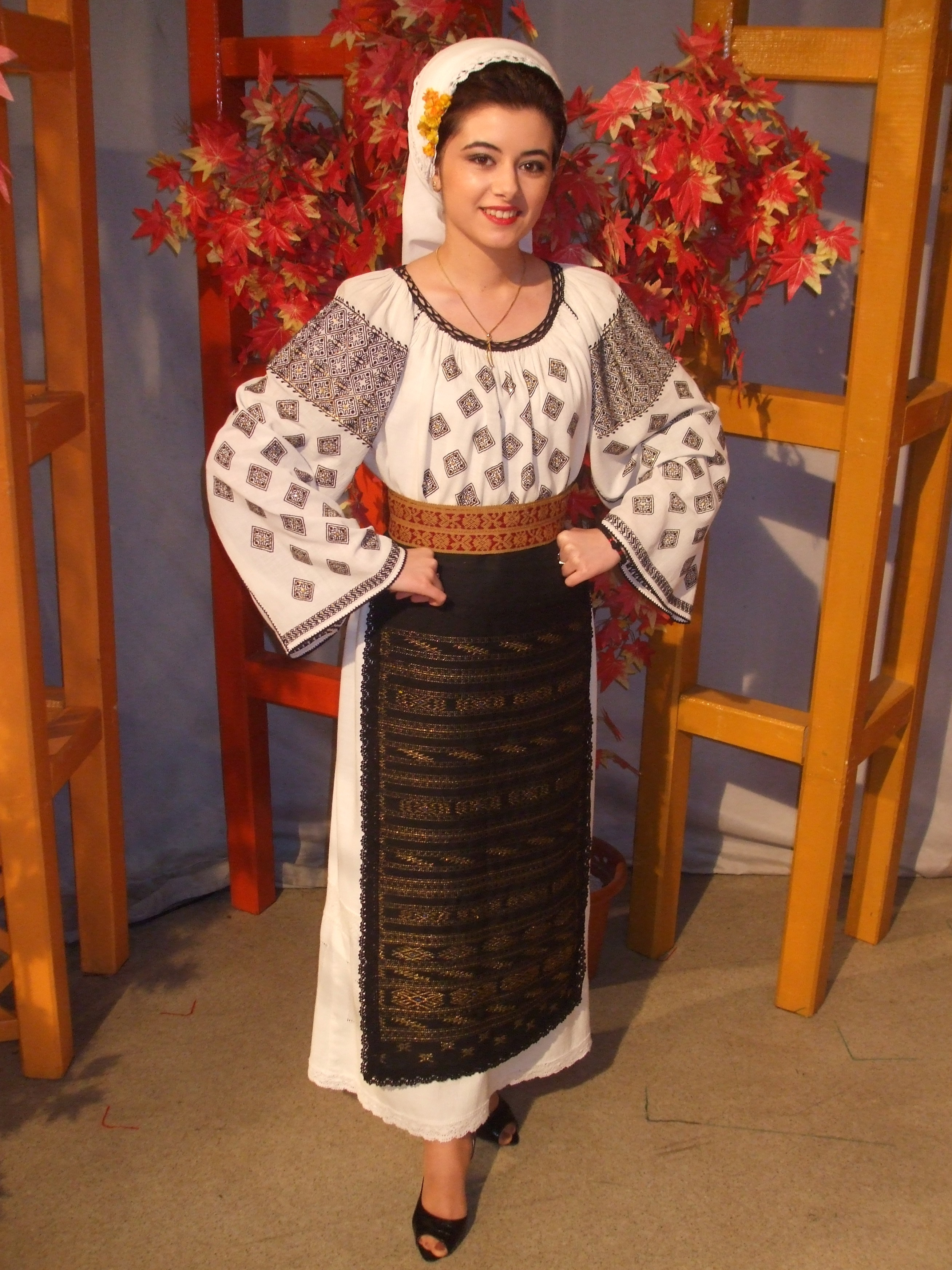
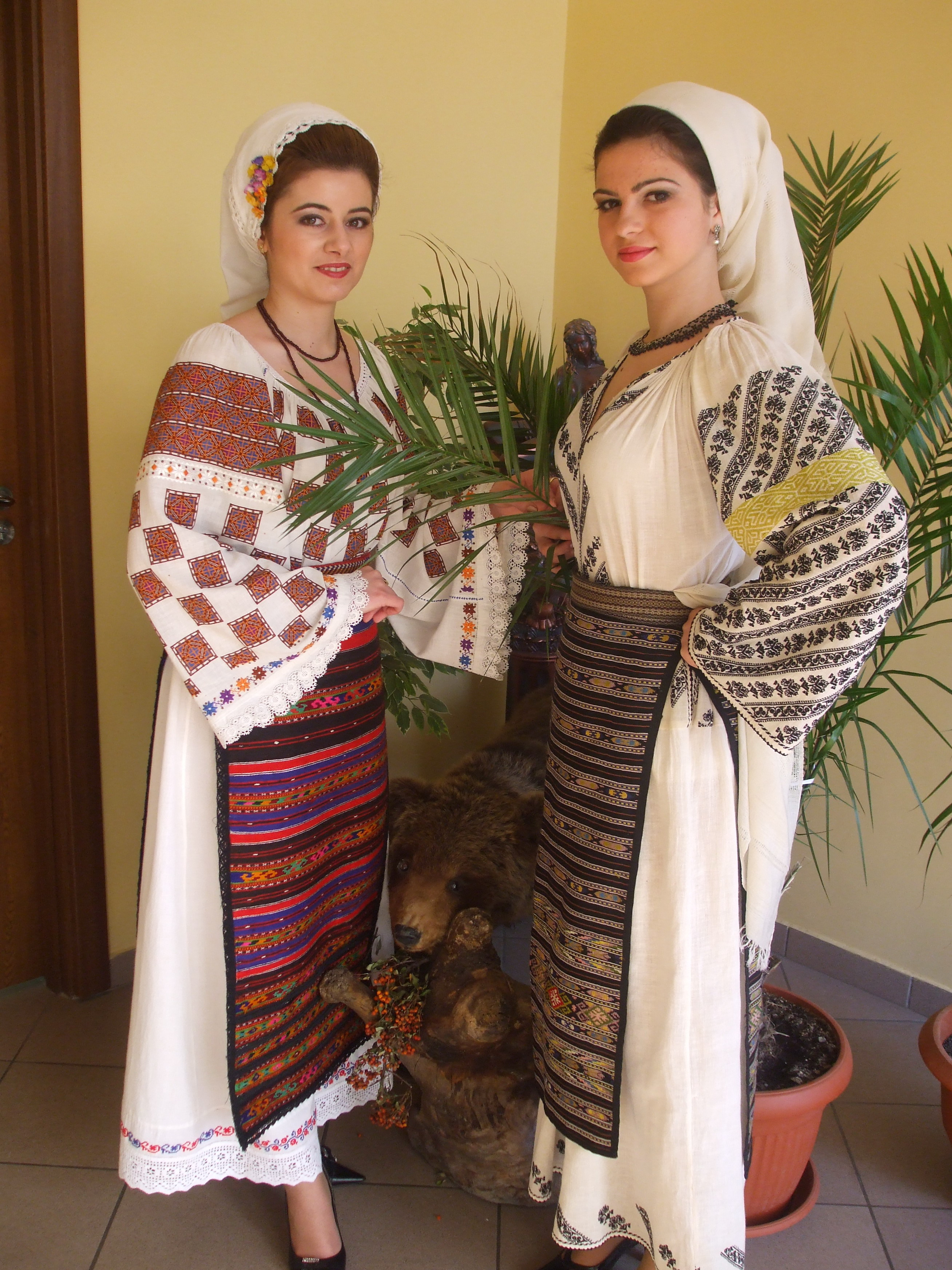
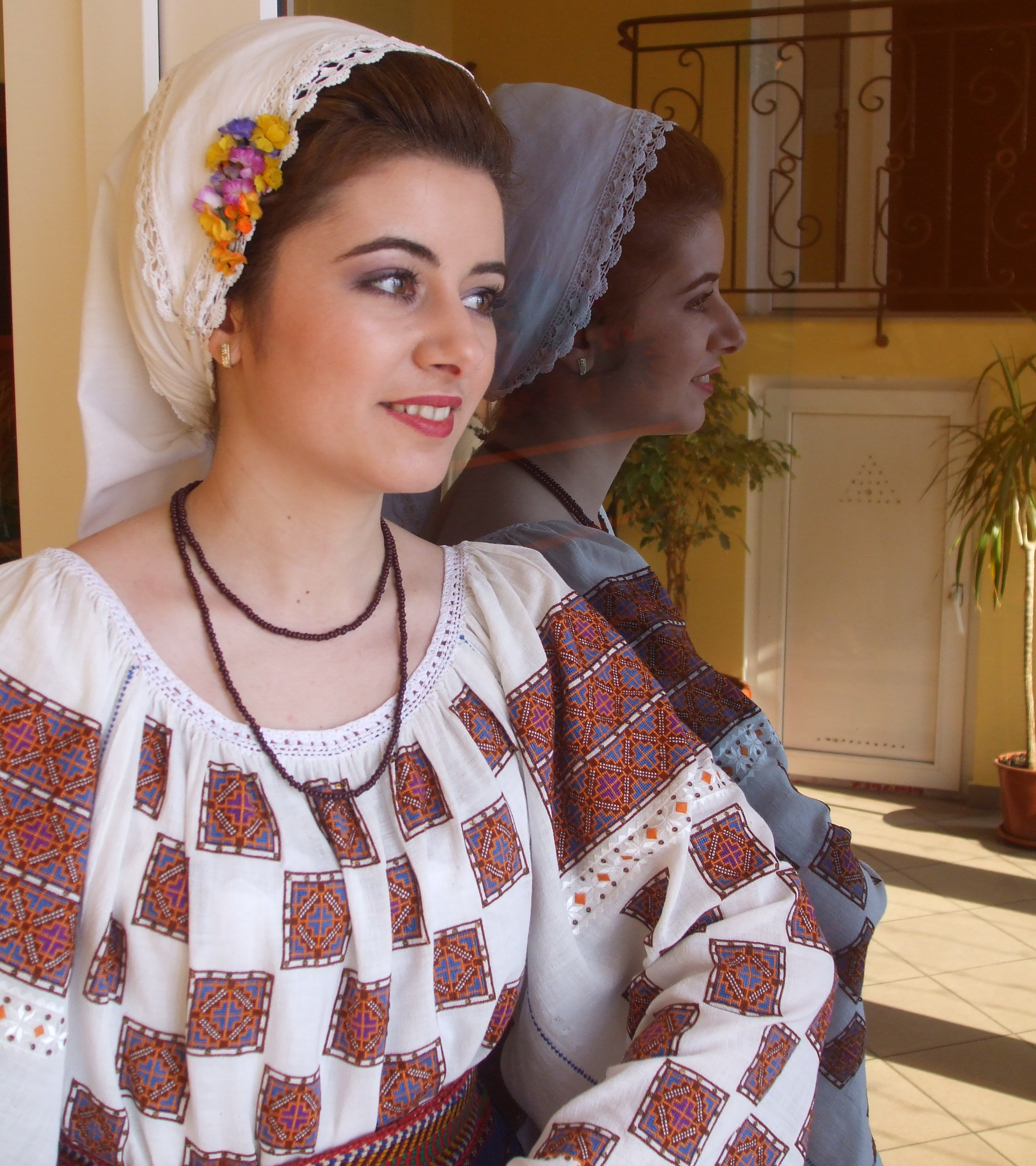
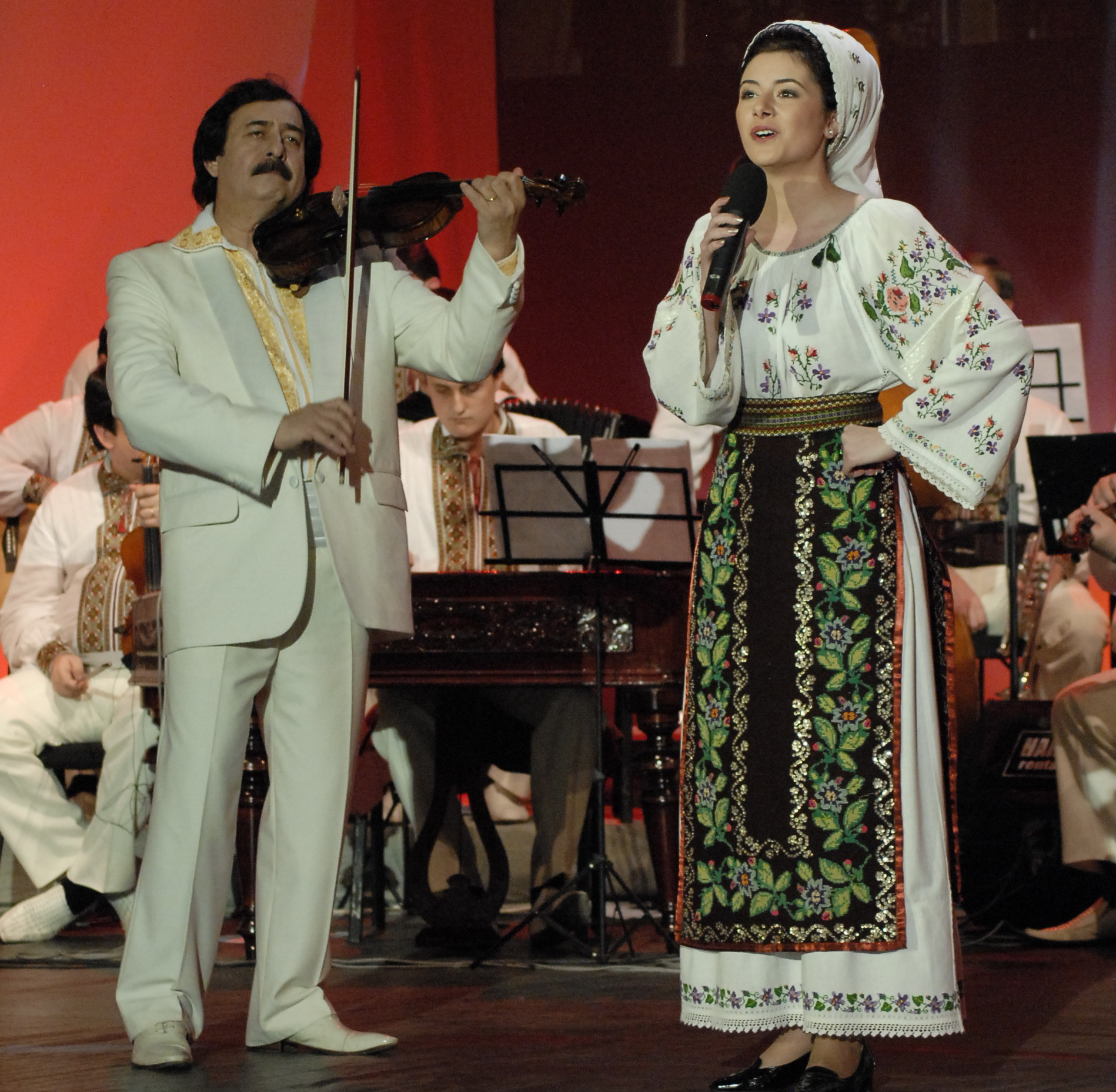
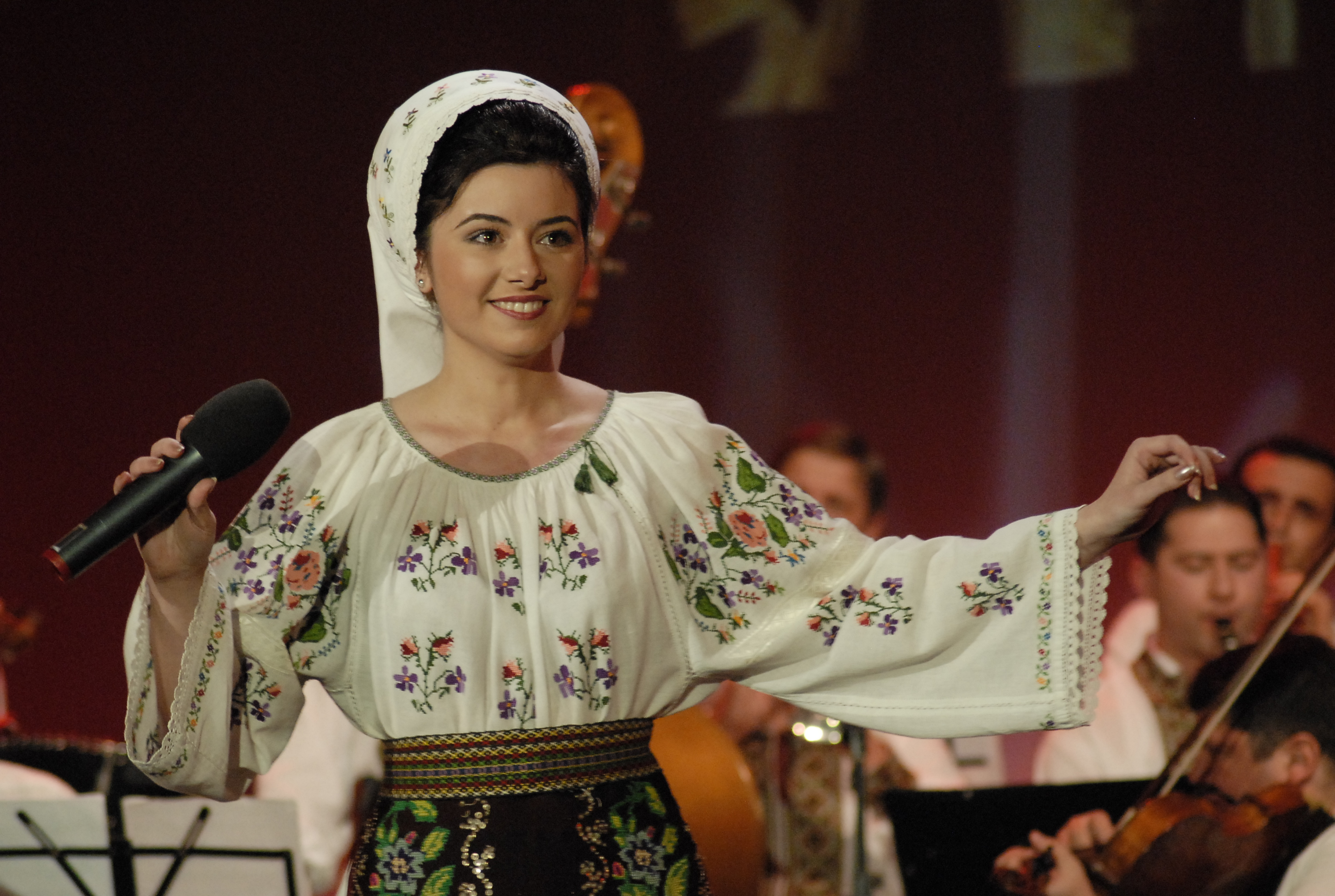
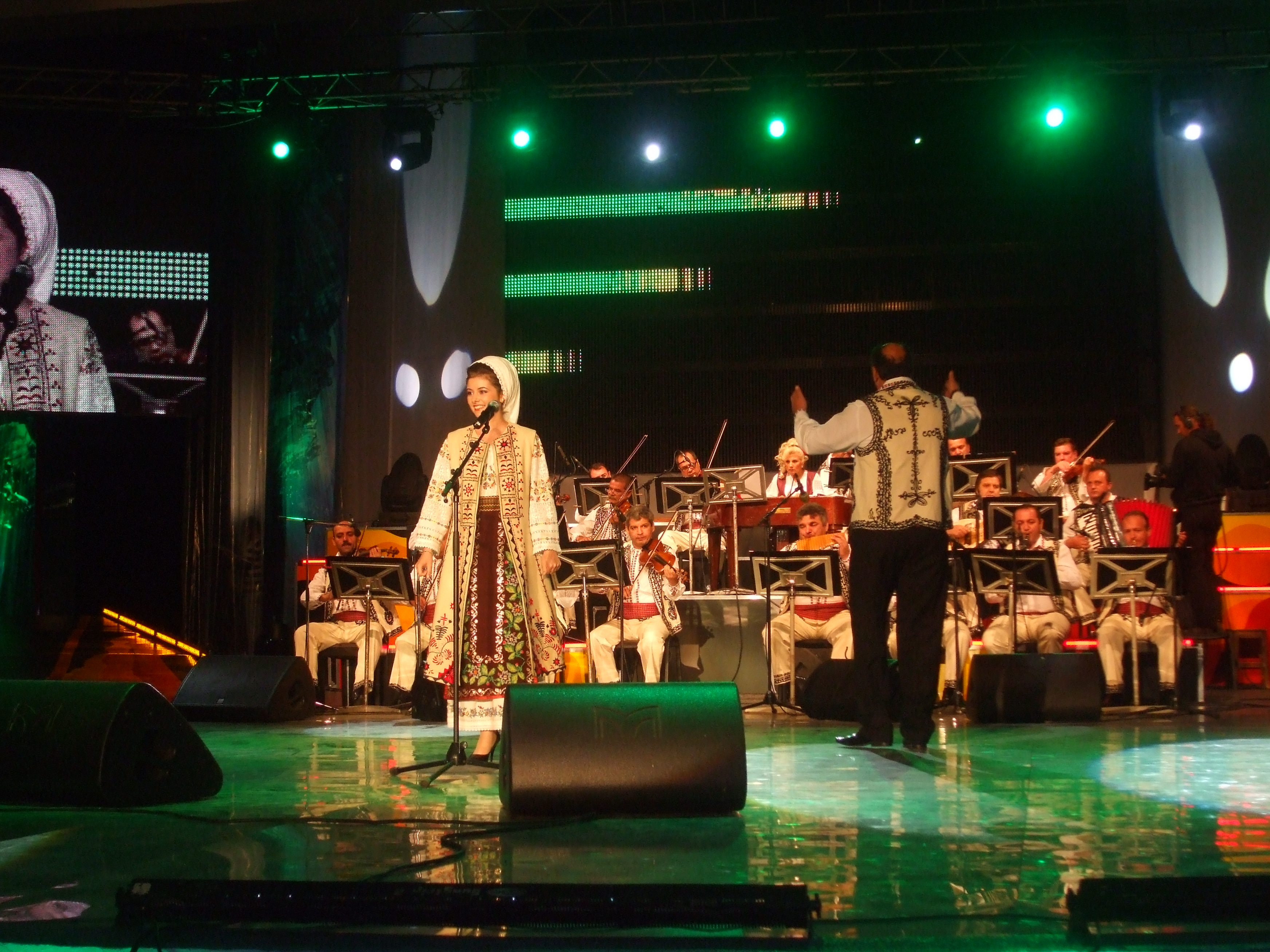
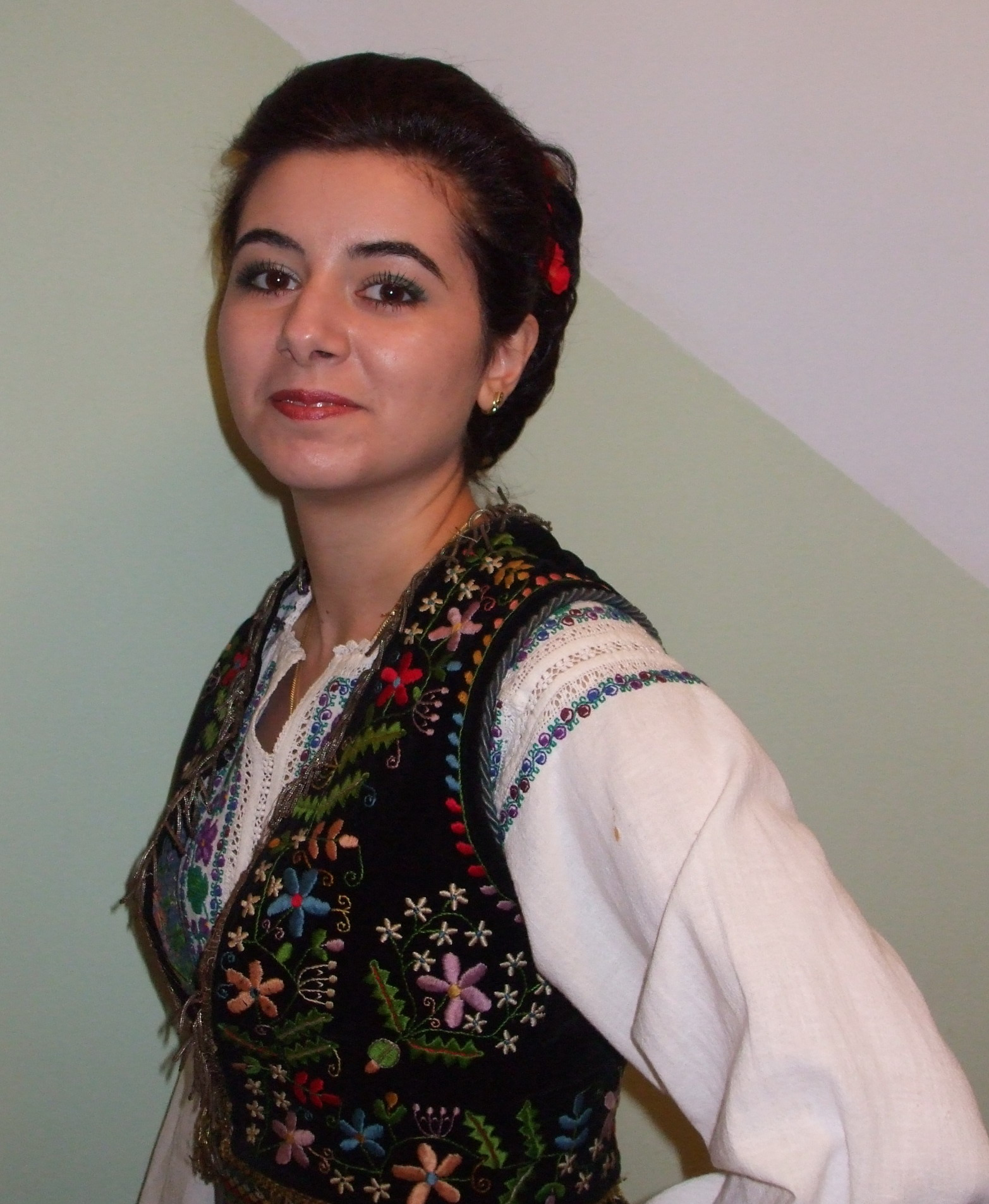
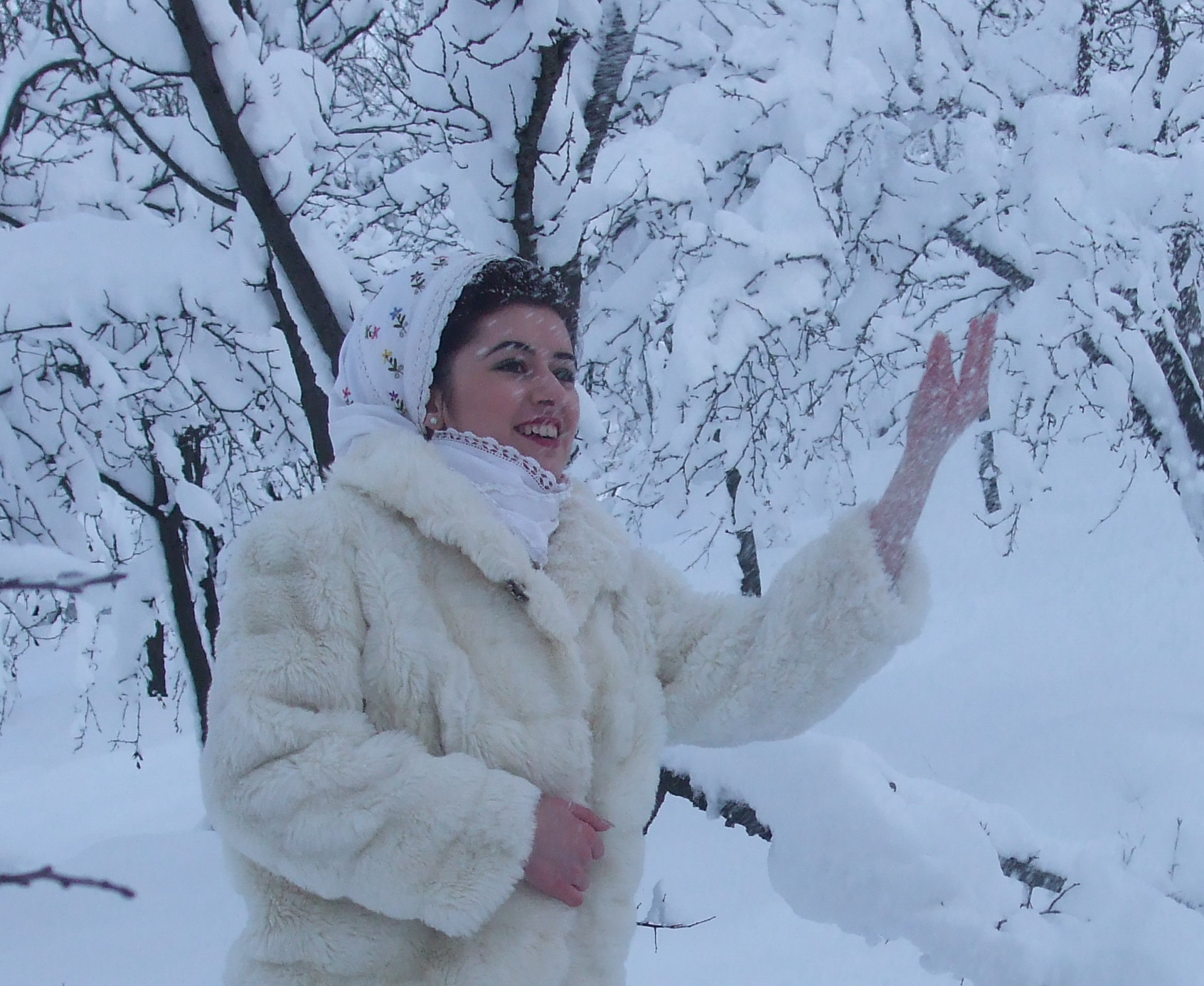